# Fia Öhman
Sofia (Fia) Carolina Öhman, född 1 december 1864 i Stockholm, död 21 februari 1954 i Oscars församling i Stockholm, var en svensk författare och målare.
Hon var dotter till grosshandlaren Eric Öhman och Emma Carolina Lemon samt syster till bankiren Emric Öhman och advokaten Adolf Öhman. Hon studerade i unga år vid Tekniska skolan och vidareutbildade sig senare i Paris och Wien. Under samlingsutställningar i Wien, Bombay och Madras tilldelades hon ett flertal utmärkelse för sina blomsterstilleben. I Sverige medverkade i bland annat Föreningen Svenska Konstnärinnors utställning i Lund 1912. Hon övergav efterhand bildkonsten för att ägna sig helt åt sitt författarskap men utförde ofta egna illustrationer till sina böcker. De flesta böckerna skildrar upplevelser under vidsträckta resor i fjärran länder. Fia Öhman är begravd på Norra begravningsplatsen utanför Stockholm.